# جورج بریگز (بازیکن فوتبال)
جورج بریگز (انگلیسی: George Briggs؛ زادهٔ ۳ مهٔ ۱۹۰۳) بازیکن فوتبال اهل بریتانیا است.
از باشگاه‌هایی که در آن بازی کرده‌است می‌توان به باشگاه فوتبال سنت اوستل، باشگاه فوتبال بیرمنگام سیتی، و باشگاه فوتبال پلیموث آرگیل اشاره کرد.